# Stefan Tomczyński
Stefan Tomczyński (ur. 28 sierpnia 1887 w Poznaniu, zm. 25 stycznia 1943 w Krakowie) – polski kupiec, samorządowiec, działacz OSP na Pomorzu.

## Życiorys
Urodził się w rodzinie kierownika fabryki Bogusława i Józefy z  Lypmanów. Ukończył szkołę obywatelską i odbył praktykę w składzie bławatów i konfekcji J.Chmurzyńskiego w Tczewie. W latach 1896–1918 zjmował się kupiectwem. W 1904 założył w Poznaniu skład garderoby męskiej i dla chłopców. Pracował jako kierownik bazaru w Wejherowie (1908–1911), później w Jeżewie (1911–1914). W 1914 był przedstawicielem firmy Arnold Karfunkelstein we Wrocławiu. W czasie I wojny światowej został powołany do wojska pruskiego i wysłany na front zachodni. W odradzającej się Polsce rozpoczął pracę w Departamencie Aprowizacji przy Ministerstwie b. Dzielnicy Pruskiej w Poznaniu, od kwietnia 1920 jako kierownik ekspoztury tego Departamentu w Bydgoszczy. Od 23 lipca 1920 do lipca 1939 był komisarycznym burmistrzem Łasina. 15 marca 1921 roku wstąpił do miejscowej OSP i został jej prezesem. W latach 1921–1931 był także prezesem Związku Straży Pożarnych Województwa Pomorskiego.
Po wybuchu II wojny światowej uniknął aresztowania, wyjechał do Krakowa i ukrywał się pod nazwiskiem Pomczyński. Zmarł w Krakowie. Został pochowany na cmentarzu Prokocim.

## Odznaczenia
- Złoty Krzyż Zasługi (8 lutego 1930)[2],
- Medal Dziesięciolecia Odzyskanej Niepodległości (1 marca 1930),
- Medal 3 Maja,
- Złoty Medal „Za Zasługi dla Pożarnictwa” (13 sierpnia 1933),
- Odznaka pamiątkowa Frontu Pomorskiego,